# Nitza Rosovsky
Nitza Rosovsky (geboren als Nitza Brown 1934 in Jerusalem, Völkerbundsmandat für Palästina; gestorben 29. Dezember 2023 in Cambridge (Massachusetts)) war eine US-amerikanische Sachbuchautorin.

## Leben
Nitza Brown war eine Tochter der Leah Berman-Brown. Sie wuchs in der alteingesessenen Berman-Großfamilie auf, die in Palästina eine Backwarenfabrik gegründet hatte, sie selbst zählte sich als Tzabar in der siebten Generation.
Als junge Frau kam sie 1955 als Sekretärin an die Israelische Gesandtschaft in New York City. Sie heiratete 1956 den als Kind aus Danzig in die USA geflohenen Ökonomen Henry Rosovsky, der 1956 für seine Dissertation mit ihr nach Japan ging. Sie lebten seit 1965 in Newton (Massachusetts), sie hatten drei Kinder.
Rosovsky war Mitgründerin der Art-Asia Gallery in Cambridge, die japanische Künstler zeigte.  Sie war auch Kuratorin einer Ausstellung im Harvard Museum of the Ancient Near East. Rosovsky veröffentlichte als Autorin und Mitautorin mehrere Bücher über Israel sowie eine Familiengeschichte der Bermans.

## Schriften (Auswahl)
- Jerusalem Walks. Fotografien Richard Lindzen. New York: Holt, Rinehart and Winston, 1982
- The Jewish Experience at Harvard and Radcliffe. Cambridge: Harvard Semitic Museum, 1986
- Nitza Rosovsky, Joy Ungerleider-Mayerson: The Museums of Israel. New York, NY: Abrams, 1989
- (Hrsg.): City of the great king : Jerusalem from David to the present. Cambridge, Mass.: Harvard University Press, 1996
- Dorothy Gitter Harman, Nitza Brown Rosovsky: Let Us Now Praise Famous Women, in: Lilith, Spring 1997
- In the Land of Israel : My Family 1809–1949. TidePool Press, 2014